# EU OS
EU OS је пројекат усмерен на развој оперативног система заснованог на Линуксу, прилагођеног потребама јавног сектора у Европској унији, пружајући флексибилан, безбедан и економичан приступ за јавни сектор у Европи, ослањајући се на принципе отвореног кода и заједничког развоја. Основу система чини Федора Линукс, док је подразумевано радно окружење КДЕ Плазма. Циљ пројекта није стварање потпуно новог оперативног система, већ развој заједничке платформе која се може прилагодити захтевима различитих институција и организација.
Један од кључних аспеката EU OS-а је заједничка основа са модуларним приступом. Овај концепт омогућава прилагођавање система на различитим нивоима, као што су национални, регионални или секторски. Корисници могу користити јединствену платформу уз могућност додавања специфичних модификација. Пројекат тежи унификацији радног окружења коришћењем КДЕ Плазме као стандардног графичког интерфејса, што обезбеђује доследно корисничко искуство. Такође, развијају се заједничке методе за управљање корисницима, њиховим подацима, софтвером и уређајима.
Разлози за развој EU OS-а укључују потребу за дигиталним суверенитетом и независношћу од комерцијалних добављача софтвера. Овај приступ омогућава смањење зависности од затворених решења и избегавање ситуација у којима организације постају везане за одређеног произвођача софтвера („vendor lock-in”). Коришћење отвореног кода доприноси транспарентности и већој безбедности система. Финансијски аспект је један од мотива за развој пројекта. Принцип „јавни новац – јавни код” подразумева да софтвер развијен средствима јавног сектора буде доступан свим корисницима, чиме се постижу уштеде у трошковима лиценцирања.
Фазе развоја EU OS-а укључују изградњу оперативног система коришћењем GitLab CI платформе, тестирање система на различитим типовима уређаја, као и развој метода за управљање корисницима, подацима и софтвером. Такође, планирано је спровођење пилот-пројеката у сарадњи са организацијама које усвајају овај систем. Један од циљева је и сарадња са Европском комисијом како би се осигурало да EU OS постане део званичне дигиталне инфраструктуре ЕУ. 
Инспирацију за EU OS представљају претходни пројекти који су показали да је миграција на Линукс у јавном сектору могућа. Француска жандармерија је, на пример, прешла на GendBuntu, што је резултирало уштедама и повећаном безбедношћу. Сличан подухват реализован је у граду Минхену кроз пројекат LiMux, док је немачка покрајина Шлезвиг-Холштајн покренула иницијативу Linux Plus 1, која има за циљ прелазак јавне администрације на Линукс десктоп окружење.